# Iglesia de San Gabriel (Alicante)
La iglesia de San Gabriel es un templo católico de la ciudad española de Alicante, ubicado en la plaza Enrique López Vidal del barrio de San Gabriel.
La parroquia fue creada por decreto en 1947 por José García y Goldaraz, obispo por entonces de la Diócesis de Orihuela-Alicante, segregándose así de la que hasta entonces había pertenecido, la de San Juan Bautista del barrio de Benalúa.
Fue construida siguiendo el proyecto del arquitecto diocesano Antonio Serrano Peral, quien asimismo proyectó otras iglesias alicantinas, como la de Nuestra Señora de Gracia, la de la Misericordia y la de la Virgen del Rosario. Está dedicada al Arcángel San Gabriel.